# Штефан, Михаил Николаевич
Михаил Николаевич Штефан (1909, Кременчуг, Полтавская губерния — 1979, Николаев) — советский партийный деятель, 2-й секретарь Дрогобычского обкома КП(б)У, председатель Николаевского горисполкома.

## Биография
Родился в 1909 году в городе Кременчуг в семье рабочего.
С 1920 года работал в найме.
С 1925 года — член комсомола, секретарь Комитета бедноты села Ворошилово Онуфриевского района Кременчугского округа.
В 1927—1930 годах — секретарь комитета ЛКСМУ села Павлыш Онуфриевского района Кременчугского округа.
В 1930—1932 годах — секретарь комитета ЛКСМУ рудника имени Кагановича (Кривой Рог).
В 1932 году учился на курсах в городе Харькове, находился на хозяйственной и профсоюзной работе, возглавлял рудничный комитет Союза горнорабочих в Кривом Роге.
Член ВКП(б) с 1936 года.
Работал заведующим организационно-инструкторского отдела Криворожского городского комитета КП(б)У Днепропетровской области.
В 1940 — июле 1941 года — заместитель заведующего отдела кадров Дрогобычского областного комитета КП(б)У.
В июле 1941 — марте 1944 года — в Красной армии. Участник Великой Отечественной войны. Служил инспектором, начальником организационно-инструкторского отделения политотдела 40-й армии Воронежского и 1-го Украинского фронтов.
В 1944—1945 годах — заведующий организационно-инструкторского отдела Дрогобычского областного комитета КП(б)У.
В 1945 — ноябре 1946 года — 2-й секретарь Дрогобычского городского комитета КП(б)У.
В ноябре 1946 — 1947 года — слушатель Республиканской партийной школы при ЦК КП(б)У.
В 1947—1950 годах — секретарь Дрогобычского областного комитета КП(б)У по кадрам. В 1950 — феврале 1951 года — 2-й секретарь Дрогобычского областного комитета КП(б)У.
Затем работал начальником политического отдела «Укрводстроя»; секретарём исполнительного комитета Николаевского областного совета депутатов трудящихся.
В 1957—1960 годах — председатель исполнительного комитета Николаевского городского совета депутатов трудящихся Николаевской области. С 1960 года — председатель Николаевского городского комитета народного контроля, инспектор Николаевского областного комитета народного контроля.
Умер в 1979 году в городе Николаев.

## Звание
- подполковник

## Награды
- Орден Трудового Красного Знамени (23.01.1948);
- Орден Красного Знамени (14.10.1943);
- Орден Красной Звезды (26.01.1943);
- Другие ордена и медали.